# Tüskésszárnyúmadár-félék
A tüskésszárnyúmadár-félék (Anhimidae) a madarak osztályának a lúdalakúak (Anseriformes) rendjébe tartozó család.
2 nem és 3 faj tartozik a családba.

## Rendszerezés
A család az alábbi 2 nem és 3 faj tartozik:
- Anhima (Brisson, 1760) – 1 faj
  - egyszarvú csája (Anhima cornuta)

- Chauna  (Illiger, 1811) – 2 faj
  - örvös csája (Chauna torquata)
  - fehérarcú csája (Chauna chavaria)